# Дмитрий Всеволодович
Дмитрий Всеволодович  (также Шутиха) (ум. ок. 1440) — происходит из тарусских князей. В 1422/24 гг вместе с братом Дмитрием был послан Витовтом против татар на защиту Одоева.

## Происхождение
По родословным считается сыном князя Всеволода Юрьевича Орехвы, хотя тот должен был жить в 1-й половине XIV века. Обычно данное несоответствие решают, добавляя несколько колен между Всеволодом Орехвой и Дмитрием, или считая родоначальника тарусских Юрия князем 1-й половины XIV века, отцом убитого в 1368 году Константина Оболенского и дедом упоминаемого в летописях под 1401/1402 гг Дмитрия Семёновича.
На основании того, что Мещовск был получен Всеволодовичами только от Витовта, Войтович Л. В. полагает, что Дмитрий был старшим братом Андрея и был тарусским. Однако Беспалов Р. А. на основании первоисточников о местоположении Устья и династической идентификации князей Мезецких отождествил Всеволода Орехву с Всеволодом Устивским, традиционно считающимся сыном Семёна Михайловича глуховского, и определил их первоначальные (до получения Мещовска) уделы как Гдырев и Устье.
Сведений о супруге и детях не сохранилось.